# Canton du Creusot-2
Le canton du Creusot-2 est une circonscription électorale française du département de Saône-et-Loire.

## Histoire
Un nouveau découpage territorial de Saône-et-Loire entre en vigueur à l'occasion des élections départementales de 2015. Il est défini par le décret du 18 février 2014, en application des lois du 17 mai 2013 (loi organique 2013-402 et loi 2013-403). Les conseillers départementaux sont, à compter de ces élections, élus au scrutin majoritaire binominal mixte. Les électeurs de chaque canton élisent au Conseil départemental, nouvelle appellation du Conseil général, deux membres de sexe différent, qui se présentent en binôme de candidats. Les conseillers départementaux sont élus pour 6 ans au scrutin binominal majoritaire à deux tours, l'accès au second tour nécessitant 12,5 % des inscrits au 1er tour. En outre la totalité des conseillers départementaux est renouvelée. Ce nouveau mode de scrutin nécessite un redécoupage des cantons dont le nombre est divisé par deux avec arrondi à l'unité impaire supérieure si ce nombre n'est pas entier impair, assorti de conditions de seuils minimaux. En Saône-et-Loire, le nombre de cantons passe ainsi de 57 à 29.
Le canton du Creusot-2 est formé de communes des anciens cantons du Creusot-Est (3 communes) et de Couches (1 commune) et d'une fraction de la commune du Creusot. Il est entièrement inclus dans l'arrondissement d'Autun. Le bureau centralisateur est situé au Creusot.

## Représentation
| Période élective | Période élective | Mandat | Mandat   | Identité            | Nuance | Nuance | Qualité |
| ---------------- | ---------------- | ------ | -------- | ------------------- | ------ | ------ | --- |
| 2015             | 2021             | 2015   | 2021     | Évelyne Couillerot  |        | PS     | 2ème adjointe au maire du Creusot (1ère adjointe depuis 2020) Conseillère générale du Canton du Creusot-Est (2001-2015) |
| 2015             | 2021             | 2015   | 2021     | Jean-Marc Hippolyte |        | PS     | Enseignant Maire de Saint-Sernin-du-Bois (2001-2020, Premier adjoint depuis 2020)                                       |
| 2021             | 2028             | 2021   | en cours | Evelyne Couillerot  |        | PS     | Conseillère sortante |
| 2021             | 2028             | 2021   | en cours | Jean-Marc Hippolyte |        | PS     | Conseiller sortant |

### Résultats détaillés

#### Élections de mars 2015
À l'issue du 1er tour des élections départementales de 2015, deux binômes sont en ballottage : Evelyne Couillerot et Jean-Marc Hippolyte (PS, 40,75 %) et Quentin Bijard et Charlène Meyer-Miola (FN, 23,36 %). Le taux de participation est de 49,45 % (6 235 votants sur 12 608 inscrits) contre 50,75 % au niveau départemental et 50,17 % au niveau national.
Au second tour, Evelyne Couillerot et Jean-Marc Hippolyte (PS) sont élus avec 64,32 % des suffrages exprimés et un taux de participation de 49,69 % (3 540 voix pour 6 265 votants et 12 608 inscrits).

#### Élections de juin 2021
Le premier tour des élections départementales de 2021 est marqué par un très faible taux de participation (33,26 % au niveau national). Dans le canton du Creusot-2, ce taux de participation est de 31,67 % (3 762 votants sur 11 878 inscrits) contre 32,7 % au niveau départemental. À l'issue de ce premier tour, deux binômes sont en ballottage : Evelyne Couillerot et Jean-Marc Hippolyte (DVG, 49,66 %) et Valérie Menager et Michel Suchaut (Divers, 19,68 %).
Le second tour des élections est marqué une nouvelle fois par une abstention massive équivalente au premier tour. Les taux de participation sont de 34,36 % au niveau national, 33,9 % dans le département et 33,57 % dans le canton du Creusot-2. Evelyne Couillerot et Jean-Marc Hippolyte (DVG) sont élus avec 64,22 % des suffrages exprimés (2 285 voix pour 3 988 votants et 11 880 inscrits),,.

## Composition
| Nom                                | Code Insee | Intercommunalité    | Superficie (km2) | Population (dernière pop. légale)               | Densité (hab./km2) | Modifier                                    |
| ---------------------------------- | ---------- | ------------------- | ---------------- | ----------------------------------------------- | ------------------ | ------------------------------------------- |
| Le Creusot (bureau centralisateur) | 71153      | CU Creusot Montceau | 18,11            | Fraction : 8 806 (2022) Commune : 20 536 (2022) | 1 134              | modifier les données · modifier les données |
| Le Breuil                          | 71059      | CU Creusot Montceau | 28,80            | 3 508 (2022)                                    | 122                | modifier les données · modifier les données |
| Saint-Firmin                       | 71413      | CU Creusot Montceau | 15,77            | 785 (2022)                                      | 50                 | modifier les données · modifier les données |
| Saint-Pierre-de-Varennes           | 71468      | CU Creusot Montceau | 23,08            | 837 (2022)                                      | 36                 | modifier les données · modifier les données |
| Saint-Sernin-du-Bois               | 71479      | CU Creusot Montceau | 14,67            | 1 729 (2022)                                    | 118                | modifier les données · modifier les données |
| Canton du Creusot-2                | 7113       |                     |                  | 15 665 (2022)                                   |                    | modifier les données                        |

Le canton du Creusot-2 comprend :
1. quatre communes,
2. la partie de la commune du Creusot non incluse dans le canton du Creusot-1.

## Démographie
En 2022, le canton comptait 15 665 habitants, en évolution de −4,96 % par rapport à 2016 (Saône-et-Loire : −1,06 %, France hors Mayotte : +2,11 %).
| 2013   | 2018   | 2022   |
| ------ | ------ | ------ |
| 16 681 | 16 263 | 15 665 |